# Fedcupový tým Lotyšska
Tým Lotyšska v Billie Jean King Cupu reprezentuje Lotyšsko v tenisové soutěži ženských týmů od roku 1992 pod vedením národního svazu Latvijas Tenisa Savienība. Před rozpadem SSSR reprezentovaly lotyšské tenistky v letech 1968–1991 tým Sovětského svazu.
Nejlepším výsledkem Lotyšska je účast ve druhém kole Světové skupiny 1993, v němž podlehlo Nizozemsku. Tuto nejvyšší úroveň si Lotyšky zahrály i v ročníku 1994 a 2. světovou skupinu poprvé až při její derniéře v roce 2019. V mezidobí se účastnily euroafrické zóny.
Larisa Savčenková, během kariéry reprezentující sovětský i lotyšský výběr, vytvořila s 38 deblovými výhrami rekord celé soutěže. Nehrajícím kapitánem je Adrians Žguns.

## Statistiky
Hráčským týmovým statistikám vévodí bývalá světová třináctka Larisa Savčenková, která včetně zápasů v sovětském družstvu, vyhrála 67 utkání a z toho 29 dvouher a 38 čtyřher. Nastoupila i do nejvyššího počtu 57 mezistátních zápasů v rekordních osmnácti ročnících.
Minimálně dvacet utkání vyhrály Larisa Savčenková, Jeļena Ostapenková, Anastasija Sevastovová a Diāna Marcinkēvičová. Jako nejmladší členka týmu do soutěže zasáhla Katrina Banderęová, když ve 14 letech a 191 dnech odehrála dubnovou 1. skupinu euroafrické zóny 1999 proti Ukrajině. Naopak nejstarší Lotyškou v soutěži se stala Savčenková, jíž bylo 36 let a 283 dní v dubnové 1. skupině euroafrické zóny 2003 proti Alžírsku. Obrat ze stavu 0–2 se Lotyšsku nikdy nepodařil.

## Výsledky

### 1992–1999
| Rok  | soutěž                                       | datum        | místo                          | soupeř       | skóre | výsledek |
| ---- | -------------------------------------------- | ------------ | ------------------------------ | ------------ | ----- | -------- |
| 1992 | Zóna Evropy a Afriky, blok 1. skupiny        | 13. dubna    | Athény, Řecko                  | Jugoslávie   | 3–0   | výhra    |
| 1992 | Zóna Evropy a Afriky, blok 1. skupiny        | 14. dubna    | Athény, Řecko                  | Malta        | 3–0   | výhra    |
| 1992 | Zóna Evropy a Afriky, blok 1. skupiny        | 15. dubna    | Athény, Řecko                  | Tunisko      | 3–0   | výhra    |
| 1992 | Zóna Evropy a Afriky, čtvrtfinále 1. skupiny | 16. dubna    | Athény, Řecko                  | Řecko        | 3–0   | výhra    |
| 1992 | Zóna Evropy a Afriky, semifinále 1. skupiny  | 17. dubna    | Athény, Řecko                  | Chorvatsko   | 1–2   | prohra   |
| 1993 | Zóna Evropy a Afriky, blok 1. skupiny        | 11. května   | Nottingham, Spojené království | Maďarsko     | 2–1   | výhra    |
| 1993 | Zóna Evropy a Afriky, blok 1. skupiny        | 12. května   | Nottingham, Spojené království | Rumunsko     | 3–0   | výhra    |
| 1993 | Zóna Evropy a Afriky, blok 1. skupiny        | 13. května   | Nottingham, Spojené království | Norsko       | 2–1   | výhra    |
| 1993 | Zóna Evropy a Afriky, baráž 1. skupiny       | 15. května   | Nottingham, Spojené království | Maďarsko     | 2–1   | výhra    |
| 1993 | Světová skupina, 1. kolo                     | 22. července | Frankfurt, Německo             | Belgie       | 2–1   | výhra    |
| 1993 | Světová skupina, 2. kolo                     | 21. července | Frankfurt, Německo             | Nizozemsko   | 0–3   | prohra   |
| 1994 | Světová skupina, 1. kolo                     | 19. července | Frankfurt, Německo             | Austrálie    | 1–2   | prohra   |
| 1995 | Zóna Evropy a Afriky, blok 1. skupiny        | 17. dubna    | Murcia, Španělsko              | Bělorusko    | 1–2   | prohra   |
| 1995 | Zóna Evropy a Afriky, blok 1. skupiny        | 18. dubna    | Murcia, Španělsko              | Švýcarsko    | 2–1   | výhra    |
| 1995 | Zóna Evropy a Afriky, blok 1. skupiny        | 19. dubna    | Murcia, Španělsko              | Finsko       | 2–1   | výhra    |
| 1995 | Zóna Evropy a Afriky, semifinále 1. skupiny  | 20. dubna    | Murcia, Španělsko              | Maďarsko     | 1–2   | prohra   |
| 1996 | Zóna Evropy a Afriky, blok 1. skupiny        | 22. dubna    | Murcia, Španělsko              | Itálie       | 1–2   | prohra   |
| 1996 | Zóna Evropy a Afriky, blok 1. skupiny        | 23. dubna    | Murcia, Španělsko              | Švédsko      | 0–3   | prohra   |
| 1996 | Zóna Evropy a Afriky, blok 1. skupiny        | 24. dubna    | Murcia, Španělsko              | Norsko       | 3–0   | výhra    |
| 1997 | Zóna Evropy a Afriky, blok 1. skupiny        | 22. dubna    | Bari, Itálie                   | Slovinsko    | 0–3   | prohra   |
| 1997 | Zóna Evropy a Afriky, blok 1. skupiny        | 23. dubna    | Bari, Itálie                   | Izrael       | 1–2   | prohra   |
| 1997 | Zóna Evropy a Afriky, blok 1. skupiny        | 24. dubna    | Bari, Itálie                   | Gruzie       | 3–0   | výhra    |
| 1998 | Zóna Evropy a Afriky, blok 1. skupiny        | 14. dubna    | Murcia, Španělsko              | Rumunsko     | 0–3   | prohra   |
| 1998 | Zóna Evropy a Afriky, blok 1. skupiny        | 15. dubna    | Murcia, Španělsko              | Jižní Afrika | 0–3   | prohra   |
| 1998 | Zóna Evropy a Afriky, blok 1. skupiny        | 16. dubna    | Murcia, Španělsko              | Bulharsko    | 2–1   | výhra    |
| 1999 | Zóna Evropy a Afriky, blok 1. skupiny        | 19. dubna    | Murcia, Španělsko              | Jižní Afrika | 0–3   | prohra   |
| 1999 | Zóna Evropy a Afriky, blok 1. skupiny        | 20. dubna    | Murcia, Španělsko              | Ukrajina     | 1–2   | prohra   |
| 1999 | Zóna Evropy a Afriky, blok 1. skupiny        | 21. dubna    | Murcia, Španělsko              | Dánsko       | 2–1   | výhra    |

### 2000–2009
| Rok  | soutěž                                          | datum      | místo                     | soupeř          | skóre | výsledek |
| ---- | ----------------------------------------------- | ---------- | ------------------------- | --------------- | ----- | -------- |
| 2000 | Zóna Evropy a Afriky, blok 1. skupiny           | 16. května | Murcia, Španělsko         | Maďarsko        | 0–3   | prohra   |
| 2000 | Zóna Evropy a Afriky, blok 1. skupiny           | 17. května | Murcia, Španělsko         | Jižní Afrika    | 0–3   | prohra   |
| 2000 | Zóna Evropy a Afriky, blok 1. skupiny           | 18. května | Murcia, Španělsko         | Řecko           | 0–3   | prohra   |
| 2001 | Zóna Evropy a Afriky, blok 2. skupiny           | 15. května | Belek, Turecko            | Gruzie          | 0–3   | prohra   |
| 2001 | Zóna Evropy a Afriky, blok 2. skupiny           | 16. května | Belek, Turecko            | Irsko           | 2–1   | výhra    |
| 2001 | Zóna Evropy a Afriky, blok 2. skupiny           | 17. května | Belek, Turecko            | Malta           | 2–1   | výhra    |
| 2002 | Zóna Evropy a Afriky, blok 2. skupiny           | 9. dubna   | Pretorie, Jižní Afrika    | Jižní Afrika    | 1–2   | prohra   |
| 2002 | Zóna Evropy a Afriky, blok 2. skupiny           | 10. dubna  | Pretorie, Jižní Afrika    | Alžírsko        | 3–0   | výhra    |
| 2002 | Zóna Evropy a Afriky, blok 2. skupiny           | 11. dubna  | Pretorie, Jižní Afrika    | Lichtenštejnsko | 3–0   | výhra    |
| 2002 | Zóna Evropy a Afriky, 1. kolo baráže 2. skupiny | 12. dubna  | Pretorie, Jižní Afrika    | Botswana        | 3–0   | výhra    |
| 2002 | Zóna Evropy a Afriky, finále baráže 2. skupiny  | 13. dubna  | Pretorie, Jižní Afrika    | Dánsko          | 0–3   | prohra   |
| 2003 | Zóna Evropy a Afriky, blok 2. skupiny           | 29. dubna  | Estoril, Portugalsko      | Řecko           | 1–2   | prohra   |
| 2003 | Zóna Evropy a Afriky, blok 2. skupiny           | 30. dubna  | Estoril, Portugalsko      | Alžírsko        | 2–1   | výhra    |
| 2004 | Zóna Evropy a Afriky, blok 2. skupiny           | 26. dubna  | Marsa, Malta              | Lucembursko     | 1–2   | prohra   |
| 2004 | Zóna Evropy a Afriky, blok 2. skupiny           | 27. dubna  | Marsa, Malta              | Irsko           | 0–3   | prohra   |
| 2004 | Zóna Evropy a Afriky, blok 2. skupiny           | 29. dubna  | Marsa, Malta              | Gruzie          | 2–1   | výhra    |
| 2004 | Zóna Evropy a Afriky, blok 2. skupiny           | 30. dubna  | Marsa, Malta              | Finsko          | 2–1   | výhra    |
| 2005 | Zóna Evropy a Afriky, blok 2. skupiny           | 27. dubna  | Antalya, Turecko          | Gruzie          | 0–3   | prohra   |
| 2005 | Zóna Evropy a Afriky, blok 2. skupiny           | 28. dubna  | Antalya, Turecko          | Irsko           | 2–1   | výhra    |
| 2005 | Zóna Evropy a Afriky, blok 2. skupiny           | 29. dubna  | Antalya, Turecko          | Norsko          | 3–0   | výhra    |
| 2005 | Zóna Evropy a Afriky, baráž 2. skupiny          | 30. dubna  | Antalya, Turecko          | Rumunsko        | 1–2   | prohra   |
| 2006 | Zóna Evropy a Afriky, blok 2. skupiny           | 26. dubna  | Antalya, Turecko          | Polsko          | 0–3   | prohra   |
| 2006 | Zóna Evropy a Afriky, blok 2. skupiny           | 27. dubna  | Antalya, Turecko          | Portugalsko     | 1–2   | prohra   |
| 2006 | Zóna Evropy a Afriky, blok 2. skupiny           | 28. dubna  | Antalya, Turecko          | Řecko           | 1–2   | prohra   |
| 2007 | Zóna Evropy a Afriky, blok 3. skupiny           | 23. dubna  | Vacoas-Phoenix, Mauritius | Irsko           | 1–2   | prohra   |
| 2007 | Zóna Evropy a Afriky, blok 3. skupiny           | 25. dubna  | Vacoas-Phoenix, Mauritius | Černá Hora      | 3–0   | výhra    |
| 2007 | Zóna Evropy a Afriky, blok 3. skupiny           | 26. dubna  | Vacoas-Phoenix, Mauritius | Malta           | 3–0   | výhra    |
| 2007 | Zóna Evropy a Afriky, blok 3. skupiny           | 27. dubna  | Vacoas-Phoenix, Mauritius | Moldavsko       | 3–0   | výhra    |
| 2008 | Zóna Evropy a Afriky, blok 3. skupiny           | 22. dubna  | Jerevan, Arménie          | Norsko          | 2–1   | výhra    |
| 2008 | Zóna Evropy a Afriky, blok 3. skupiny           | 24. dubna  | Jerevan, Arménie          | Mauricius       | 3–0   | výhra    |
| 2008 | Zóna Evropy a Afriky, blok 3. skupiny           | 25. dubna  | Jerevan, Arménie          | Island          | 3–0   | výhra    |
| 2008 | Zóna Evropy a Afriky, blok 3. skupiny           | 26. dubna  | Jerevan, Arménie          | Zimbabwe        | 3–0   | výhra    |
| 2009 | Zóna Evropy a Afriky, blok 2. skupiny           | 23. dubna  | Antalya, Turecko          | Portugalsko     | 2–1   | výhra    |
| 2009 | Zóna Evropy a Afriky, blok 2. skupiny           | 24. dubna  | Antalya, Turecko          | Maroko          | 3–0   | výhra    |
| 2009 | Zóna Evropy a Afriky, baráž 2. skupiny          | 25. dubna  | Antalya, Turecko          | Gruzie          | 3–0   | výhra    |

### 2010–2019
| Rok  | soutěž                                         | datum         | místo                  | soupeř              | skóre | výsledek |
| ---- | ---------------------------------------------- | ------------- | ---------------------- | ------------------- | ----- | -------- |
| 2010 | Zóna Evropy a Afriky, blok 1. skupiny          | 3. února      | Lisabon, Portugalsko   | Švédsko             | 1–2   | prohra   |
| 2010 | Zóna Evropy a Afriky, blok 1. skupiny          | 4. února      | Lisabon, Portugalsko   | Maďarsko            | 1–2   | prohra   |
| 2010 | Zóna Evropy a Afriky, blok 1. skupiny          | 5. února      | Lisabon, Portugalsko   | Dánsko              | 1–2   | prohra   |
| 2010 | Zóna Evropy a Afriky, o sestup z 1. skupiny    | 6. února      | Lisabon, Portugalsko   | Bosna a Hercegovina | 3–0   | výhra    |
| 2011 | Zóna Evropy a Afriky, blok 1. skupiny          | 2. února      | Ejlat, Izrael          | Nizozemsko          | 0–3   | prohra   |
| 2011 | Zóna Evropy a Afriky, blok 1. skupiny          | 3. února      | Ejlat, Izrael          | Rumunsko            | 1–2   | prohra   |
| 2011 | Zóna Evropy a Afriky, blok 1. skupiny          | 4. února      | Ejlat, Izrael          | Maďarsko            | 0–3   | prohra   |
| 2011 | Zóna Evropy a Afriky, o sestup z 1. skupiny    | 5. února      | Ejlat, Izrael          | Bulharsko           | 0–2   | prohra   |
| 2012 | Zóna Evropy a Afriky, blok 2. skupiny          | 18. dubna     | Káhira, Egypt          | Gruzie              | 1–2   | prohra   |
| 2012 | Zóna Evropy a Afriky, blok 2. skupiny          | 19. dubna     | Káhira, Egypt          | Turecko             | 1–2   | prohra   |
| 2012 | Zóna Evropy a Afriky, blok 2. skupiny          | 20. dubna     | Káhira, Egypt          | Norsko              | 3–0   | výhra    |
| 2012 | Zóna Evropy a Afriky, o sestup z 2. skupiny    | 21. dubna     | Káhira, Egypt          | Dánsko              | 3–0   | výhra    |
| 2013 | Zóna Evropy a Afriky, blok 2. skupiny          | 17. dubna     | Ulcinj, Černá Hora     | Tunisko             | 1–2   | prohra   |
| 2013 | Zóna Evropy a Afriky, blok 2. skupiny          | 18. dubna     | Ulcinj, Černá Hora     | Finsko              | 3–0   | výhra    |
| 2013 | Zóna Evropy a Afriky, blok 2. skupiny          | 19. dubna     | Ulcinj, Černá Hora     | Estonsko            | 3–0   | výhra    |
| 2013 | Zóna Evropy a Afriky, o postup z 2. skupiny    | 20. dubna     | Ulcinj, Černá Hora     | Černá Hora          | 2–1   | výhra    |
| 2014 | Zóna Evropy a Afriky, blok 1. skupiny          | 5. února      | Budapešť, Maďarsko     | Rumunsko            | 1–2   | prohra   |
| 2014 | Zóna Evropy a Afriky, blok 1. skupiny          | 7. února      | Budapešť, Maďarsko     | Maďarsko            | 1–2   | prohra   |
| 2014 | Zóna Evropy a Afriky, blok 1. skupiny          | 8. února      | Budapešť, Maďarsko     | Velká Británie      | 1–2   | prohra   |
| 2014 | Zóna Evropy a Afriky, o sestup z 1. skupiny    | 9. února      | Budapešť, Maďarsko     | Slovinsko           | 2–0   | výhra    |
| 2015 | Zóna Evropy a Afriky, blok 1. skupiny          | 4. února      | Budapešť, Maďarsko     | Chorvatsko          | 1–2   | prohra   |
| 2015 | Zóna Evropy a Afriky, blok 1. skupiny          | 5. února      | Budapešť, Maďarsko     | Belgie              | 0–3   | prohra   |
| 2015 | Zóna Evropy a Afriky, blok 1. skupiny          | 6. února      | Budapešť, Maďarsko     | Izrael              | 1–2   | prohra   |
| 2015 | Zóna Evropy a Afriky, o sestup z 1. skupiny    | 7. února      | Budapešť, Maďarsko     | Rakousko            | 2–1   | výhra    |
| 2016 | Zóna Evropy a Afriky, blok 1. skupiny          | 3. února      | Ejlat, Izrael          | Belgie              | 0–3   | prohra   |
| 2016 | Zóna Evropy a Afriky, blok 1. skupiny          | 4. února      | Ejlat, Izrael          | Bulharsko           | 1–2   | prohra   |
| 2016 | Zóna Evropy a Afriky, blok 1. skupiny          | 5. února      | Ejlat, Izrael          | Maďarsko            | 2–1   | výhra    |
| 2017 | Zóna Evropy a Afriky, blok 1. skupiny          | 8. února      | Tallinn, Estonsko      | Velká Británie      | 0–3   | prohra   |
| 2017 | Zóna Evropy a Afriky, blok 1. skupiny          | 9. února      | Tallinn, Estonsko      | Turecko             | 2–1   | výhra    |
| 2017 | Zóna Evropy a Afriky, blok 1. skupiny          | 10. února     | Tallinn, Estonsko      | Portugalsko         | 3–0   | výhra    |
| 2017 | Zóna Evropy a Afriky, o 5.–8. místo 1. skupiny | 11. února     | Tallinn, Estonsko      | Maďarsko            | 0–2   | prohra   |
| 2018 | Zóna Evropy a Afriky, blok 1. skupiny          | 7. února      | Tallinn, Estonsko      | Polsko              | 2–1   | výhra    |
| 2018 | Zóna Evropy a Afriky, blok 1. skupiny          | 8. února      | Tallinn, Estonsko      | Turecko             | 2–1   | výhra    |
| 2018 | Zóna Evropy a Afriky, blok 1. skupiny          | 9. února      | Tallinn, Estonsko      | Rakousko            | 3–0   | výhra    |
| 2018 | Zóna Evropy a Afriky, o postup z 1. skupiny    | 10. února     | Tallinn, Estonsko      | Srbsko              | 2–1   | výhra    |
| 2018 | 2. světová skupina, baráž                      | 21.–22. dubna | Chanty-Mansijsk, Rusko | Rusko               | 3–2   | výhra    |
| 2019 | 2. světová skupina                             | 9.–10. února  | Riga, Lotyšsko         | Slovensko           | 4–0   | výhra    |
| 2019 | Světová skupina, baráž                         | 19.–20. dubna | Riga, Lotyšsko         | Německo             | 1–3   | prohra   |

### 2020–2029
| Rok  | soutěž                                 | datum              | místo                  | povrch     | soupeř        | skóre | výsledek |
| ---- | -------------------------------------- | ------------------ | ---------------------- | ---------- | ------------- | ----- | -------- |
| 2021 | Kvalifikační kolo                      | 7.–8. února 2020   | Everett, Spojené státy | tvrdý (h)  | Spojené státy | 2–3   | prohra   |
| 2021 | Světová baráž                          | 16.–17. dubna 2021 | Jūrmala, Lotyšsko      | tvrdý (h)  | Indie         | 3–1   | výhra    |
| 2022 | Kvalifikační kolo                      | 15.–16. dubna      | Vancouver, Kanada      | tvrdý (h)  | Kanada        | 0–4   | prohra   |
| 2022 | Světová baráž                          | 11.–12. listopadu  | Vídeň, Rakousko        | antuka (h) | Rakousko      | 2–3   | prohra   |
| 2023 | Zóna Evropy a Afriky, základní skupina | 10. dubna          | Antalya, Turecko       | antuka     | Nizozemsko    | 0–3   | prohra   |
| 2023 | Zóna Evropy a Afriky, základní skupina | 12. dubna          | Antalya, Turecko       | antuka     | Egypt         | 3–0   | výhra    |
| 2023 | Zóna Evropy a Afriky, základní skupina | 13. dubna          | Antalya, Turecko       | antuka     | Maďarsko      | 1–2   | prohra   |
| 2023 | Zóna Evropy a Afriky, základní skupina | 14. dubna          | Antalya, Turecko       | antuka     | Turecko       | 0–3   | prohra   |
| 2024 | Zóna Evropy a Afriky, blok 1. skupiny  | 8.–13. dubna       | Oeiras, Portugalsko    | antuka     |               |       |          |

## Složení týmu

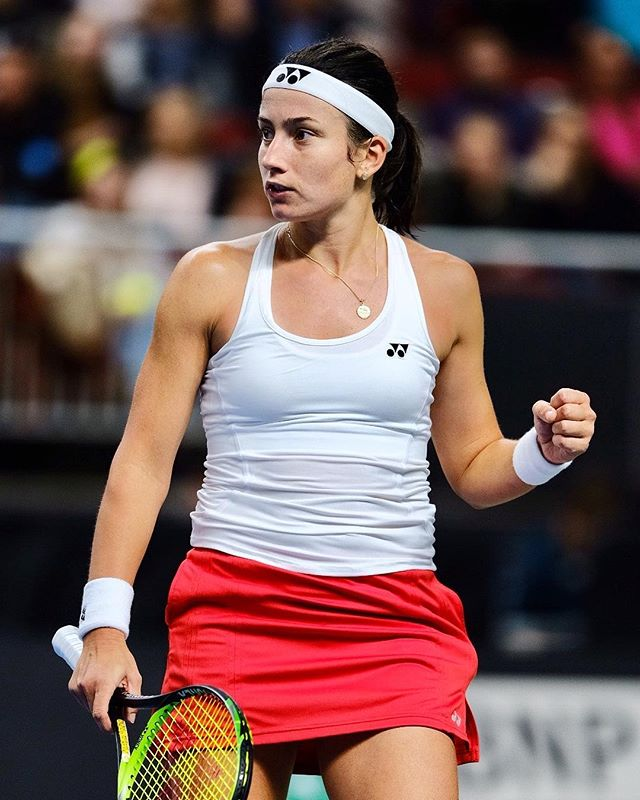
Anastasija Sevastovová přispěla k výhře Lotyšska nad Slovenskem ve 2. světové skupině 2019 dvěma body. Jednalo se o jedinou účast Lotyšek v této úrovni soutěže.

| Rok  | Členky týmu            | Členky týmu            | Členky týmu          | Členky týmu         |
| ---- | ---------------------- | ---------------------- | -------------------- | ------------------- |
| 2017 | Jeļena Ostapenková     | Diāna Marcinkēvičová   | Daniela Vismaneová   | —                   |
| 2018 | Jeļena Ostapenková     | Anastasija Sevastovová | Diāna Marcinkēvičová | Daniela Vismaneová  |
| 2019 | Anastasija Sevastovová | Jeļena Ostapenková     | Diāna Marcinkēvičová | Daniela Vismaneová  |
| 2019 | Patrīcija Špaková      | —                      | —                    | —                   |
| 2021 | Jeļena Ostapenková     | Anastasija Sevastovová | Diāna Marcinkēvičová | Daniela Vismaneová  |
| 2021 | Patrīcija Špaková      | —                      | —                    | —                   |
| 2022 | Jeļena Ostapenková     | Daniela Vismaneová     | Diāna Marcinkēvičová | Darja Semenistajová |
| 2022 | Līga Dekmeijereová     | Beatrise Zeltiņová     | —                    | —                   |
| 2023 | Daniela Vismaneová     | Diāna Marcinkēvičová   | Beatrise Zeltiņová   | Adelina Lachinová   |
| 2024 | Jeļena Ostapenková     | Darja Semenistajová    | Daniela Vismaneová   | Beatrise Zeltiņová  |
| 2024 | Adelina Lachinová      | —                      | —                    | —                   |